# سياسة الولايات المتحدة

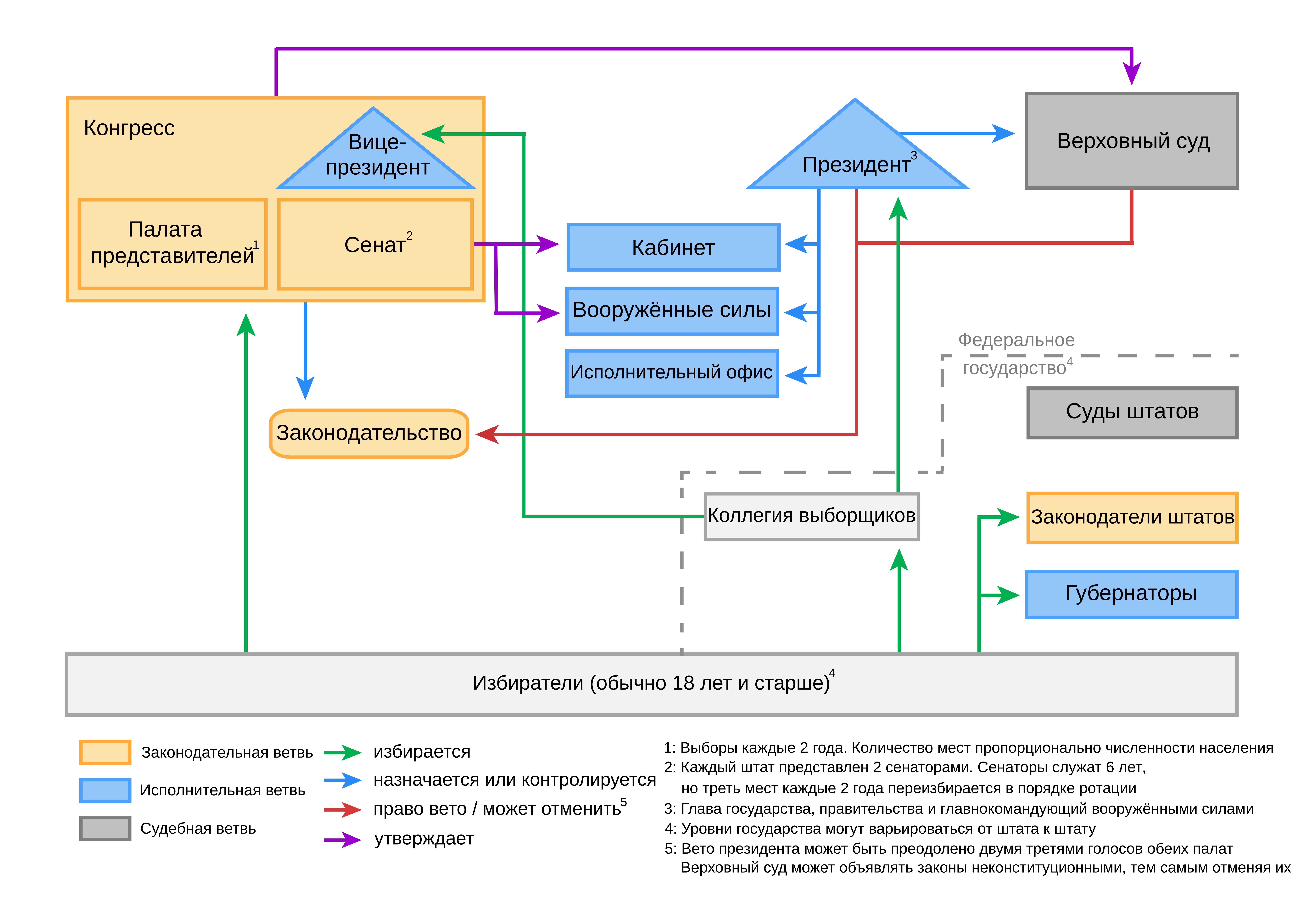

الولايات المتحدة جمهورية فدرالية تتوزع الصلاحيات على الرئيس والكونغرس والمحاكم الفيدرالية تبعاً لما ينص عليه الدستور. تتشارك الحكومة الفيدرالية السيادة مع حكومات الولايات.
الرئيس هو أعلى منصب في السلطة التنفيذية وهو منفصل بصفة رسمية عن السلطتين التشريعية والقضائية. يأخذ مجلس الوزراء صفة مستشارين لرئيس البلاد، ويشمل المجلس على نائب الرئيس ورؤساء الوزارات التنفيذية. تتفرع السلطة التشريعية للكونغرس إلى قسمين وهما مجلس الشيوخ ومجلس النواب. تقوم السلطة القضائية المتألفة من المحكمة العليا والمحاكم الاتحادية الدنيا بممارسة سلطتها القضائية. يقع على عاتق القضاء وظيفة تفسير دستور الولايات المتحدة والقوانين الفيدرالية والتنظيمية، وحل الخلافات الناشئة بين السلطتين التشريعية والتنفيذية. يحدد الدستور بنية الحكومة الفيدرالية الأمريكية.
هيمن الحزب الجمهوري والحزب الديمقراطي على الحياة السياسية في البلاد منذ الحرب الأهلية، كما توجد أحزاب أصغر مثل الحزب الليبرتاري وحزب الخضر وحزب الدستور.
تبرز عدة اختلافات كبيرة بين النظام السياسي في الولايات المتحدة والنظم السياسية الأخرى في معظم ديمقراطيات دول العالم المتقدم، مثل تمتع المحكمة العليا (توضيح) بصلاحية أكبر ومدى فصل السلطتين التنفيذية والتشريعية واقتصار صناعة القرار السياسي على حزبين فقط. لا تمتع الأحزاب السياسية الأخرى بتأثير سياسي في الولايات المتحدة بالمقارنة مع باقي الدول الديمقراطية المتقدمة ويرجع السبب في ذلك إلى عوامل تاريخية عدة.

## حكومة الولاية
تتمتع حكومات الولايات بسلطة سن قوانين بشأن جميع الموضوعات التي لم تُمنح للحكومة الفيدرالية ولم ترفضها الولايات في دستور الولايات المتحدة. وتشمل هذه الموضوعات التعليم وقانون الأسرة وقانون العقود ومعظم الجرائم. على عكس الحكومة الفيدرالية، التي لا تتمتع إلا بالسلطات الممنوحة لها في الدستور، تتمتع حكومة الولاية بسلطات متأصلة تسمح لها بالتصرف ما لم تكن مقيدة بحكم من أحكام الدولة أو الدستور الوطني.
مثل الحكومة الفيدرالية، تمتلك حكومات الولايات ثلاثة فروع: التنفيذية والتشريعية والقضائية. الرئيس التنفيذي للولاية هو حاكمها المنتخب شعبيًا، والذي يشغل المنصب عادةً لمدة أربع سنوات (على الرغم من أن المدة في بعض الولايات هي سنتين). باستثناء ولاية نبراسكا، التي لديها مجلس تشريعي واحد، فإن جميع الولايات لديها مجلسين تشريعيين، مع مجلس الشيوخ عادة ما يسمى مجلس الشيوخ ومجلس النواب يسمى مجلس النواب أو الجمعية أو شيء مشابه. في معظم الولايات، يخدم أعضاء مجلس الشيوخ لمدة أربع سنوات، ويخدم أعضاء مجلس النواب لمدة عامين.
تختلف دساتير الولايات المختلفة في بعض التفاصيل ولكنها تتبع عمومًا نمطًا مشابهًا لنمط الدستور الفيدرالي، بما في ذلك بيان حقوق الشعب وخطة لتنظيم الحكومة. ومع ذلك، فإن دساتير الولايات بشكل عام أكثر تفصيلًا.
على مستوى الولاية والمستوى المحلي، تسمح عملية المبادرات والاستفتاءات للمواطنين بوضع تشريعات جديدة على الاقتراع الشعبي، أو وضع التشريعات التي أقرها المجلس التشريعي مؤخرًا على ورقة اقتراع للتصويت الشعبي. المبادرات والاستفتاءات، إلى جانب انتخابات إعادة التعيين والانتخابات التمهيدية الشعبية، هي إصلاحات بارزة في العصر التقدمي؛ كُتبت في العديد من دساتير الولايات، ولا سيما في الدول الغربية.

## حكومة محلية
هناك 89500 حكومة محلية، بما في ذلك 3033 مقاطعة، و19492 بلدية، و16500 بلدة، و13000 منطقة تعليمية، و37000 منطقة خاصة أخرى. تخدم الحكومات المحلية بشكل مباشر احتياجات الناس، وتوفر كل شيء من الشرطة والحماية من الحرائق إلى القوانين الصحية واللوائح الصحية والتعليم والنقل العام والإسكان. عادة ما تكون الانتخابات المحلية غير حزبية؛ يعلّق النشطاء المحليون انتماءاتهم الحزبية أثناء الحملات الانتخابية والحكم.
يعيش حوالي 28% من السكان في مدن يبلغ عدد سكانها 100 ألف نسمة أو أكثر. حكومات المدن معتمدة من قبل الولايات، وتفصل مواثيقها أهداف وصلاحيات الحكومة البلدية. بالنسبة لمعظم المدن الكبرى، يعد التعاون مع كل من المنظمات الحكومية والفيدرالية أمرًا ضروريًا لتلبية احتياجات سكانها. تختلف أنواع حكومات المدن على نطاق واسع عبر البلاد. ومع ذلك، فإن جميعها تقريبًا لديها مجلس مركزي، منتخب من قبل الناخبين، ومسؤول تنفيذي، يساعده رؤساء الأقسام المختلفة، لإدارة شؤون المدينة. عادة ما يكون للمدن في الغرب والجنوب سياسات محلية غير حزبية.
هناك ثلاثة أنواع عامة من حكومة المدينة: مجلس البلدية، واللجنة، ومدير المجلس. هذه هي الأشكال الصرفة. طورت العديد من المدن مزيجًا من اثنين أو ثلاثة منهم.

### العمدة
هذا هو أقدم شكل من أشكال حكومة المدينة في الولايات المتحدة، وحتى بداية القرن العشرين، كانت تستخدمه جميع المدن الأمريكية تقريبًا. هيكلها يشبه هيكل الدولة والحكومات الوطنية، مع عمدة منتخب كرئيس للسلطة التنفيذية ومجلس منتخب يمثل مختلف الأحياء التي تشكل الفرع التشريعي. يعين العمدة رؤساء إدارات المدينة والمسؤولين الآخرين (أحيانًا بموافقة المجلس)، وله حق النقض على المراسيم (قوانين المدينة)، وغالبًا ما يكون مسؤولاً عن إعداد ميزانية المدينة. يمرر المجلس قوانين المدينة، ويحدد معدل الضريبة على الممتلكات، ويقسم الأموال بين إدارات المدينة المختلفة. مع نمو المدن، أصبحت مقاعد المجالس تمثل عادة أكثر من حي واحد.

#### المفوض
يجمع هذا بين الوظائف التشريعية والتنفيذية في مجموعة واحدة من المسؤولين، عادة ما تكون ثلاثة أو أكثر في العدد، منتخبة على مستوى المدينة. يشرف كل مفوض على عمل قسم أو أكثر من أقسام المدينة. وضع المفوضون أيضًا السياسات والقواعد التي يتم من خلالها تشغيل المدينة. يتم تسمية أحدهم رئيسًا للهيئة وغالبًا ما يُطلق عليه اسم العمدة، على الرغم من أن سلطته تعادل سلطة المفوضين الآخرين.

#### مدير المدينة
مدير المدينة هو استجابة للتعقيد المتزايد للمشاكل الحضرية التي تحتاج إلى قدرة إدارية لا يمتلكها في كثير من الأحيان المسؤولون العامون المنتخبون. كان الجواب هو تكليف معظم السلطات التنفيذية، بما في ذلك إنفاذ القانون وتقديم الخدمات، إلى مدير مدينة محترف ومدرب تدريبًا عاليًا.
اعتُمدت خطة المجلس-المدير من قبل عدد كبير من المدن. بموجب هذه الخطة، يقوم مجلس صغير منتخب بإصدار مراسيم المدينة ووضع السياسة، ولكنه يستأجر مسؤولاً مدفوع الأجر، يُسمى أيضًا مدير المدينة، لتنفيذ قراراته. يضع المدير ميزانية المدينة ويشرف على معظم الأقسام. عادةً، لا يوجد مدة محددة؛ يعمل المدير طالما أن المجلس راضي عن عمله.

### حكومة المقاطعة
المقاطعة هي تقسيم فرعي للولاية، وفي بعض الأحيان (ولكن ليس دائمًا) تحتوي على بلدتين أو أكثر وعدة قرى. مدينة نيويورك كبيرة جدًا لدرجة أنها مقسمة إلى خمسة أحياء منفصلة، كل مقاطعة في حد ذاتها. من ناحية أخرى، مقاطعة أرلينغتون، فيرجينيا، أصغر مقاطعة في الولايات المتحدة، تقع عبر نهر بوتوماك مباشرةً من واشنطن العاصمة، وهي منطقة حضرية وضواحي، تحكمها إدارة مقاطعة موحدة. في مدن أخرى، اندمجت كل من حكومة المدينة والمقاطعة، ما أدى إلى إنشاء حكومة مدينة-مقاطعة موحدة.
في معظم المقاطعات الأمريكية، تُحدد بلدة أو مدينة واحدة كمقر للمقاطعة، وهذا هو المكان الذي توجد فيه المكاتب الحكومية وحيث يجتمع مجلس المفوضين أو المشرفين. في المقاطعات الصغيرة، يُختار المجالس من قبل المقاطعة؛ في الأكبر منها، يمثل المشرفون مقاطعات أو بلدات منفصلة. يجمع المجلس الضرائب لحكومات الولايات والحكومات المحلية؛ يقترض ويخصص المال؛ يحدد رواتب موظفي المقاطعة؛ يشرف على الانتخابات؛ يبني ويحافظ على الطرق السريعة والجسور؛ ويدير برامج الرفاهية الوطنية والولائية والمقاطعة. في المقاطعات الصغيرة جدًا، قد تقع السلطة التنفيذية والتشريعية بالكامل في يد مفوض واحد، تساعده المجالس للإشراف على الضرائب والانتخابات. في بعض ولايات نيو إنغلاند، ليس للمقاطعات أي وظيفة حكومية وهي مجرد تقسيم للأرض.

## الحرب الإستباقية
لقد اعتمدت الولايات المتحدة على نظرية الحرب الإستباقية في إستراتيجية الهيمنة على العالم باستخدام الأداة العسكرية إما للردع أو للإحتواء.
- اعتمدت على الحرب الإستباقية وذلك بهدف التحول من الردع إلى الهجوم لمنع ظهور أي هجوم محتمل.
- كما أن هذه الحروب صممت للقضاء على الإرهاب والتنظيمات الإرهابية.
- بدأت الولايات المتحدة تستخدم هذه الحرب لمحاربة الدول التي بها تنظيمات إرهابي كما حدث في العراق وأفغانستان ذلك اعتقادا منها أنه يجب مهاجمة الدول التي تحتوي على تنظيمات إرهابية وذلك باعتبار أن التنظيمات الإرهابية لا تنمو بمفردها ولكن تحتاج إلى دولة تساعدها.

## تاريخ استخدام الولايات المتحدة للأداة العسكرية
مرت الولايات المتحدة الأمريكية بمراحل كانت القوة العسكرية أهم أولوياتها في السياسة الخارجية بالرغم من أن الولايات المتحدة قبل الحرب العالمية كانت تتبع سياسة العزلة عن التفاعلات في السياسة الخارجية.
منذ عام 1917م بدأ ميل الولايات المتحدة للدخول للحرب العالمية بعد ضرب ألمانيا السفن الأمريكية.

### عهد جورج بوش الأب
- 1989م:- أمر الرئيس جورج بوش الأب بشن ضربة على بنما لمساعدة القوات الأمريكية في الإطاحة بالزعيم البنمى الجنرال (مانويل نورييغا) واعتقاله.[4]
- 1990م: أمر الرئيس جورج بوش الأب بحشد القوات في السعودية بعد حدوث الأزمة بين الكويت والعراق التي أدت إلى غزو الكويت من قبل العراق. فقامت بشن عمليات عسكرية على الجيش العراقي في الكويت ولم تكتف بذلك ولكن قامت بعمليات عسكرية لتشمل البنية التحية العراقية. ولم يكن السبب الحقيق من وراء هذه الضربات هو خروج العراق من الكويت ولكن هناك أسباب خفية.

1. منع العراق من أن تكون قوة اقليمية.
2. الرغبة في التواجد العسكري في الشرق الأوسط.
3. السيطرة على النفط في المنطقة العربية وتدفقه بأسعار معقولة ومحدودة.[5]

### عهد كلينتون
كان التدخل العسكري في عهد كلينتون تحت المبرر الإنساني للتأثير في قرارات مجلس الأمن وذلك للتدخل في أي منطقة لتحقيق مصالحاه بهذه المنطقة ومن اجل محاربه الإرهاب محاربه الإرهاب.
- 1993م: تدخل الولايات المتحدة في الصومال بحجة حماية القوافل الإنسانية الموجهة للصومال فتدخلت الولايات المتحدة في الصومال تحت حجة الغطاء الإنساني وذلك كان بسبب الأهمية الإستراتيجية للصومال المطلة على باب المندب.
- 1999م: تدخلت الولايات المتحدة الأمريكية باعتبارها عضو في حلف شمال الأطلسى وشاركت في شن حملات وهجمات جوية على القوات الصربية.
- 1995م: قامت الولايات المتحدة بالتدخل في البوسنة والهرسك في بدايات التسعينات حيث وحدت فرصة للتدخل في البوسنة والهرسك لتصفية معاقل الشيوعية.[6]
- قامت الولايات المتحدة بالتدخل في كوسوفو:

حدثت اضطرابات في كوسوفو بسبب قيام الصرب بشن حرب إبادة جماعية ضد الألبان.
وهذا وقع الرئيس كلينتون للإعلان على الاستعداد للتدخل وقام بضربة ضد يوغوسلافيا.
- 1998م: قامت بشن هجمات على السودان وأفغانستان بحجة أن السودان وأفغانستان لها علاقة بهجمتين تفجيرتين استهدفتا سفارتين في كينيا وتنزانيا وأسفرتا عن مقتل أكثر من مائة شخص.[7]

### عهد جورج بوش الابن
كان يوجد في عهد جورج بوش الابن تيار مؤيد لاستخدام القوة والأداة العسكرية من أجل تحقيق الهيمنة الأمريكية وكان هذا التيار يتواجد في صفوف الإدارة الأمريكية جورج بوش الابن. وتحالفوا وقاموا باستخدام القوة لتحقيق أهداف السياسة الخارجية الأمريكية.
لقد انتهز جورج بوش الابن وتيار المحافظين حادثة سبتمبر 2001 وقاموا بتوظيفها بما يخدم السياسة الخارجية الأمريكية فقاموا بشن هجمات عسكرية على العراق وأفغانستان وذلك تنفيذا لمنا يعرف بمشروع الشرق الأوسط حيث أن الولايات المتحدة تدخل في الشرق الأوسط لعدة أسباب:
- أن الشرق الأوسط يحتوى على النفط.
- فرض السيطرة على الشرق الأوسط يمكن الولايات المتحدة من فرض إرادتها على النسق الدولي.
- الشرق الأوسط يحتوى على تنظيمات مضادة للسياسة الأمريكية.[9]

## الخاتمة
القوة السياسية قامت الولايات المتحدة الأمريكية بقتل العديد من الأبرار من أجل تدعيم سياستها. وذلك بالرغم من وجود أساليب أخرى سواء كانت سياسية أو اقتصادية أو دبلوماسية. وهذا لا يعكس أن الولايات المتحدة هي دولة الحرية والديمقراطية كما يدعي الكثير. وقامت باستخدام الحرب سواء ضد دول كبرى أو نامية. وهذا أدى إلى خراب شامل. الدليل على ذلك ما حدث في العراق والدمار الذي لحق بها بعد تدخل الولايات المتحدة بها.